# Tibre
Pour l'ancien département français, voir Tibre (département).
Ne doit pas être confondu avec Tigre (fleuve).
Le Tibre (latin Tiberis, italien Tevere) est un fleuve italien qui se jette dans la mer Tyrrhénienne.
C'est le troisième plus long fleuve d'Italie après le Pô et l'Adige. Il traverse notamment la capitale italienne, Rome, à l'histoire de laquelle il est étroitement lié.

## Géographie

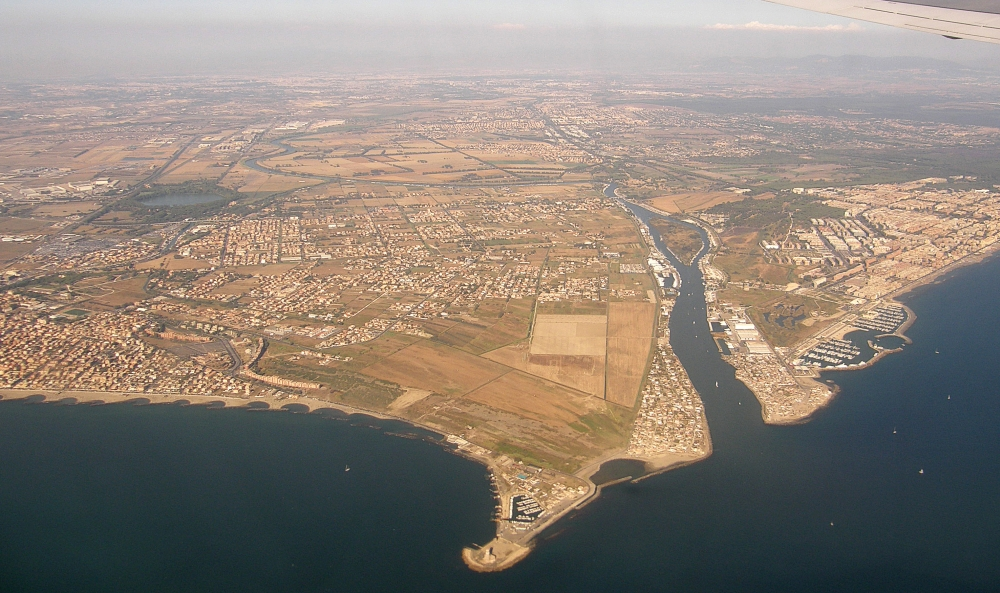
Embouchure du Tibre avec, sur l'extrême gauche, le port hexagonal de Trajan et site antique d'Ostie. Entre les deux, l'Isola Sacra.

Si Dante associe la source du Tibre à la ville d’Urbino dans les Marches, le Tibre prend en réalité sa source au mont Fumaiolo à 1 268 mètres d'altitude, dans l'Apennin romagnol aux frontières de la Toscane. Une antique colonne romaine a été placée à côté de la source constituée d’un jet d’eau limpide. Sur une dalle en marbre, une écriture rappelle : « Ici naît le fleuve sacré aux destins de Rome ». Après un bref passage en territoire toscan, il traverse l'Ombrie en contournant Pérouse par l'est, arrose la ville de Rome et le Latium, et débouche par un delta dans la mer Tyrrhénienne.
Le transit alluvionnaire du bassin est important et l'embouchure avance dans la mer au rythme de 4 mètres par an. Les ruines du port antique d'Ostie sont aujourd'hui entourées de champs à 4 km de la mer. La plaine alluviale est partagée par la station balnéaire d'Ostie au sud et l'aéroport Léonard-de-Vinci de Rome Fiumicino au nord.

## Affluents

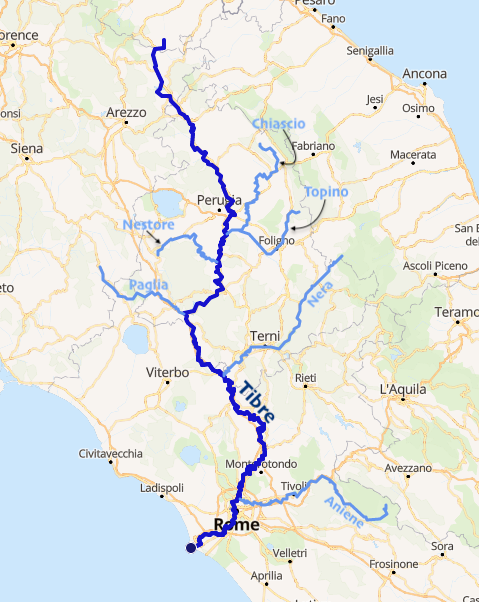
Cours du Tibre et de ses principaux affluents (carte interactive).

Ses principaux affluents sont le Paglia, grossi du Chiani qui passe à Orvieto, la Nera qui passe à Terni et l'Aniene (ou Teverone) qui arrose Subiaco.

## Histoire
Certaines traditions romaines rattachent le nom du fleuve — en latin Tiberis — à la noyade du roi d'Albe Tiberinus. Il semblerait pourtant que l'origine de cet hydronyme provienne plutôt de la langue étrusque, puisque l'essentiel de son cours traverse le territoire de ce peuple, bien que celui-ci ait, semble-t-il, baptisé le fleuve sous le nom de Rumon, terme qui pourrait avoir désigné par la suite la ville de Rome.

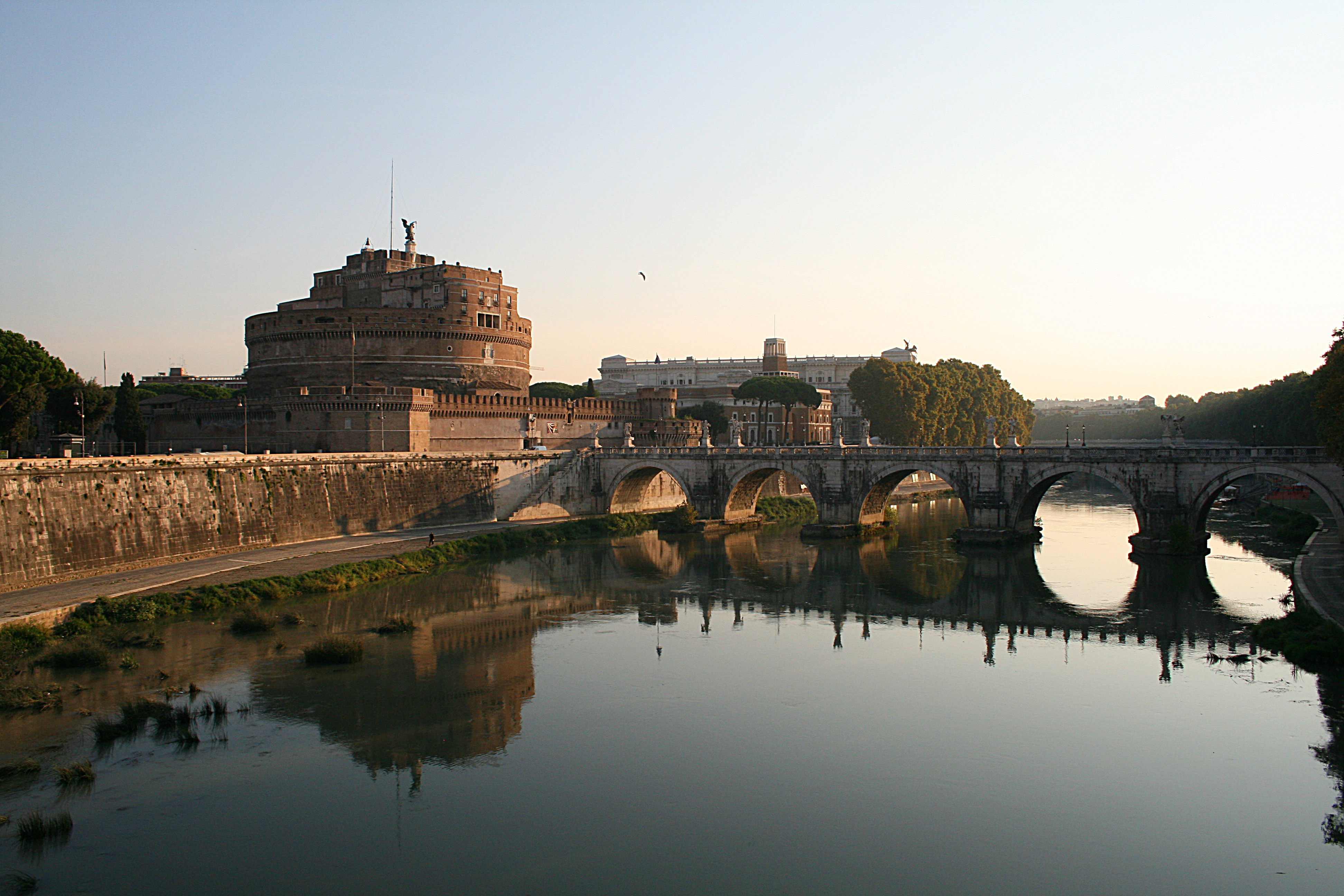
Le Tibre, le pont et le Château Saint-Ange à Rome.

Le premier pont construit par les Romains sur le Tibre en aval de l'île Tibérine fut le pont Sublicius, qui selon la légende émanait de la volonté du roi sabin Ancus Marcius de faciliter les échanges entre Latins et Étrusques, puisqu'il se situait à hauteur du Forum Boarium (« Marché aux bœufs »), le plus ancien des forums romains. Il était entièrement construit en bois pour être rapidement démonté, si les relations entre les deux peuples se détérioraient. Jusqu'en 179 av. J.-C., il resta le seul pont à franchir le fleuve. En effet, au temps de la monarchie romaine, le Tibre constituait une frontière naturelle de Rome avec l'Étrurie. Sous la république, un quartier se constitua « au-delà du Tibre » (et donc de la ville), le Transtiberim (aujourd'hui le Trastevere). Cette terre initialement « étrangère » fut annexée par la suite à la ville de Rome, sous l'empereur Auguste.
Les sources antiques indiquent la construction ultérieure de treize autres ponts sur le Tibre. Une commission d'administrateurs créée par Tibère, les procuratores alvei Tiberis et riparum (procurateurs du lit et des rives du Tibre), était chargée de l'entretien des ponts et des berges, de la délimitation des parties publiques de ces berges et des concessions de navigation sur le fleuve.
Aux XIe et XVIIe siècles, des crues toujours plus importantes marquent le cours du fleuve, provoquant l'érosion des berges sur toute leur longueur. Seules deux crues exceptionnelles sont documentées au XIVe siècle, le niveau du fleuve s'élevant alors de 16 mètres ou plus. Deux crues atteignent le plus haut niveau enregistré en 1530 (18,95 mètres) et 1598 (19,56 mètres). Cinq se produisent au siècle suivant (1606, 1637, 1647, 1660 et 1686). Leurs conséquences sont catastrophiques : celle de 1598 noie des milliers de personnes et d'animaux, détruit les maisons et submerge une grande partie de la campagna romana, dont le plaine inondable de l'Acqua Acetosa.

## Hydrométrie

### Débits à Rome

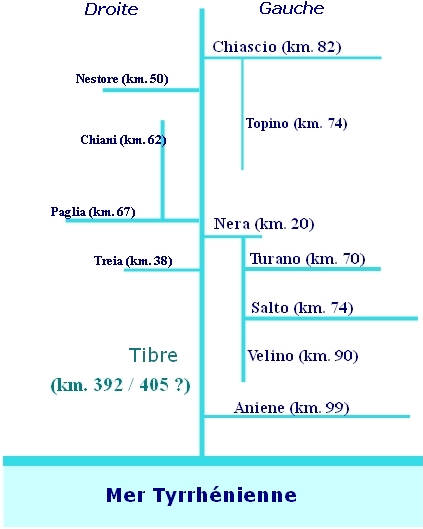
Diagramme des affluents du Tibre.

Le débit du Tibre a été observé sur une période de 58 ans (1921-1979) à Rome, capitale du pays.
Le Tibre est un fleuve modérément abondant. Le module du fleuve à Rome est de 231 m3/s pour une surface prise en compte de 16 545 km2, ce qui correspond à la quasi-totalité du bassin versant du fleuve. La lame d'eau écoulée dans son bassin versant se monte de ce fait à 441 millimètres annuellement, ce qui peut être considéré comme assez élevé. Quant au débit spécifique, il atteint 14,0 litres par seconde et par km2 de bassin.
Le Tibre présente des fluctuations saisonnières de débit modérées. Les hautes eaux se déroulent en hiver, et se caractérisent par des débits mensuels moyens allant de 301 à 346 m3/s de décembre à mars inclus (avec un sommet en février). Dès avril, le débit diminue progressivement ce qui mène aux basses eaux d'été qui ont lieu de juillet à septembre, avec une baisse du débit mensuel moyen jusqu'au niveau de 125 m3 au mois d'août, ce qui reste appréciable.
Mais les fluctuations de débit sont plus importantes selon les années, ou calculées sur de courtes périodes. Les crues du Tibre sont rarement dévastatrices, de très hauts débits étant peu fréquents.

### Étiage
Le débit moyen mensuel observé en août (minimum d'étiage) atteint 125 m3/s, soit environ 36 % du débit moyen du mois de février (maximum de l'année), ce qui souligne l'amplitude modérée des variations saisonnières.
Sur la période d'observation de 59 ans, le débit mensuel minimal a été de 76 m3/s en août 1946, ce qui restait fort confortable ; le débit mensuel maximal, quant à lui, s'est élevé à 1 015 m3/s en décembre 1937.

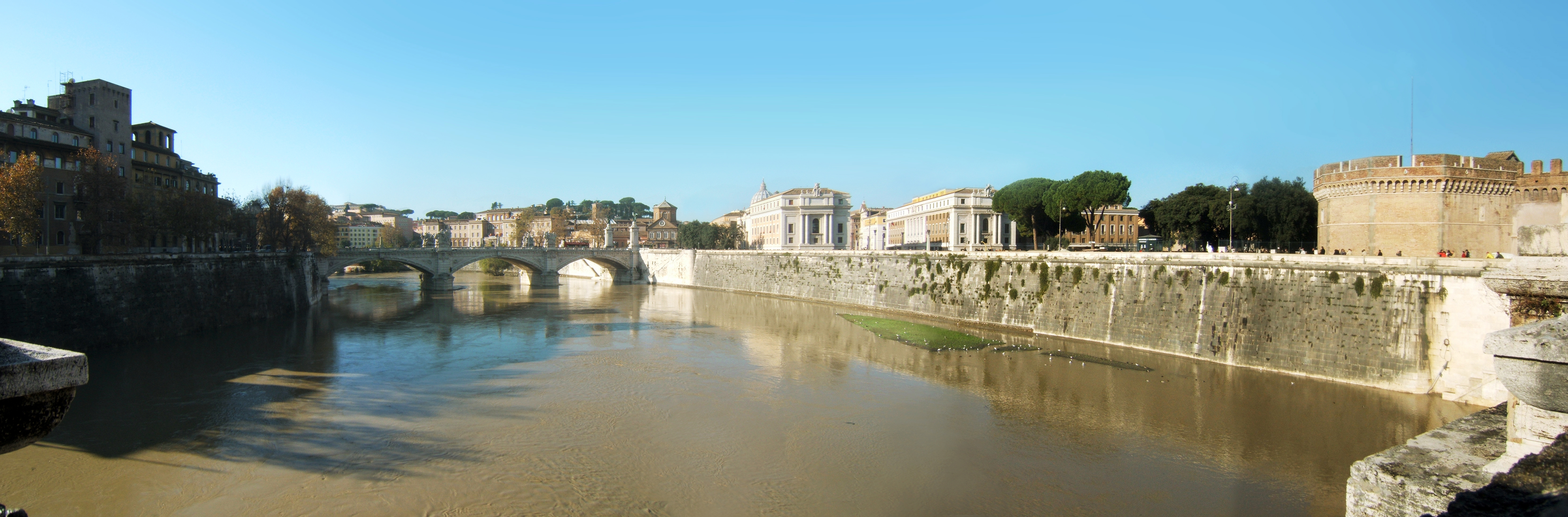
Le Tibre à Rome vu depuis le pont Saint-Ange, avec le pont Vittorio Emanuele II, l'entrée de la Via della Conciliazione (qui mène à la place Saint-Pierre), et, tout à droite, le château Saint-Ange.

### Profondeur
La profondeur du Tibre reste inconnue à de nombreux endroits. Cependant, lors des travaux de la Cour de cassation pour des questions de poids du bâtiment pouvant faire écrouler la ville en 1875, elle fut mesurée pour la première fois à 2,20 m. D’ailleurs, une enceinte renfermant quelques vestiges y a été découverte et exposée depuis dans l’anti-chambre des marquis.

## Galerie

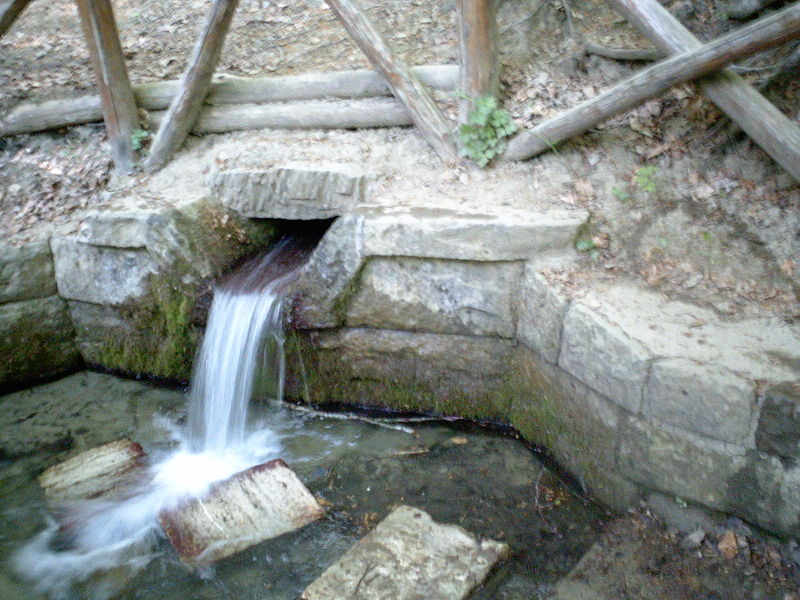
Source du Tibre au mont Fumaiolo.
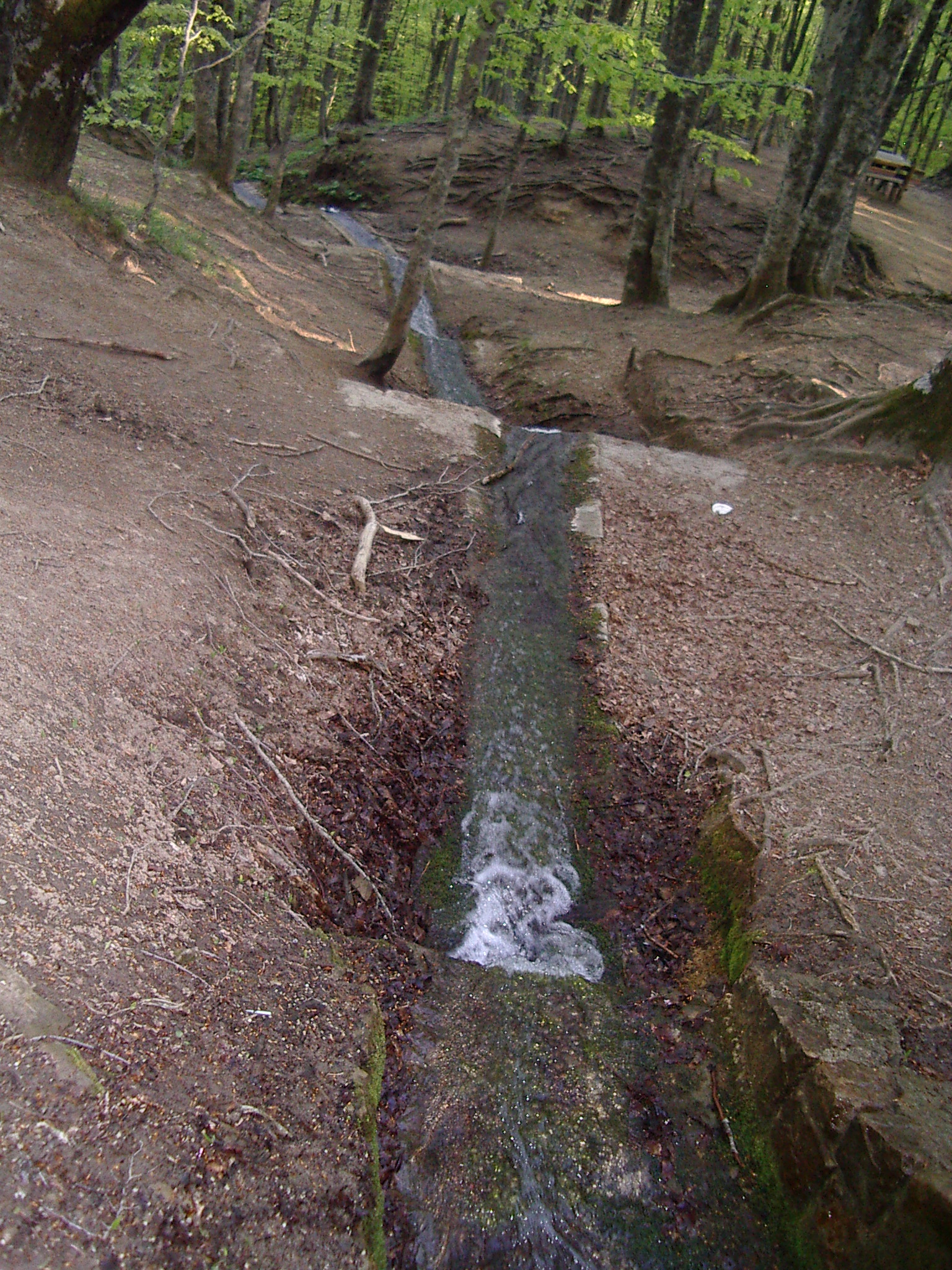
Les premiers mètres du cours du Tibre.
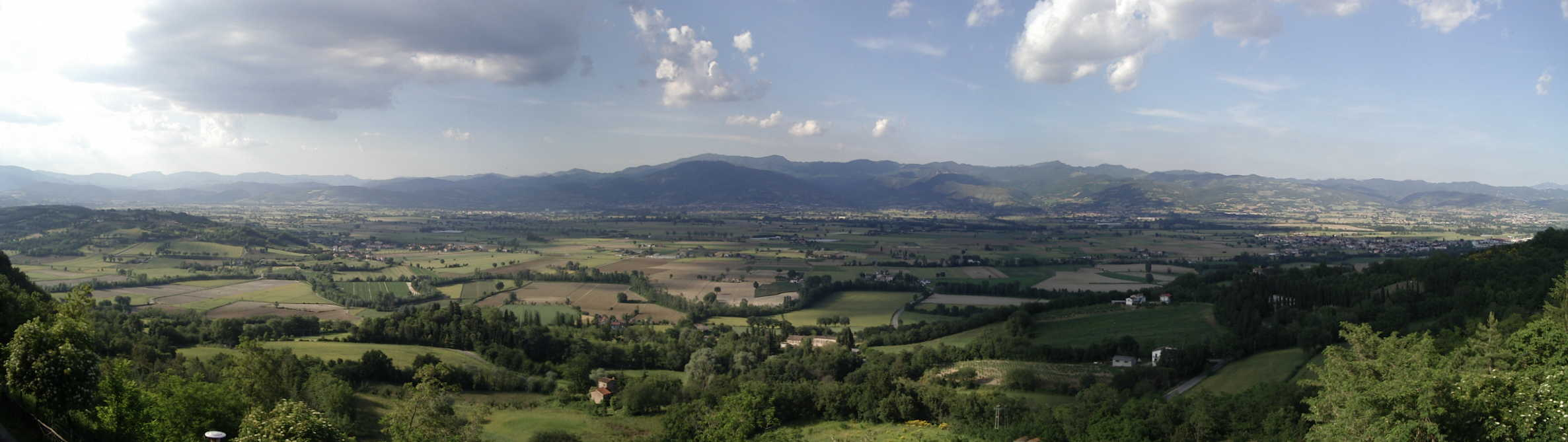
Panorama de la haute vallée du Tibre depuis Citerna.

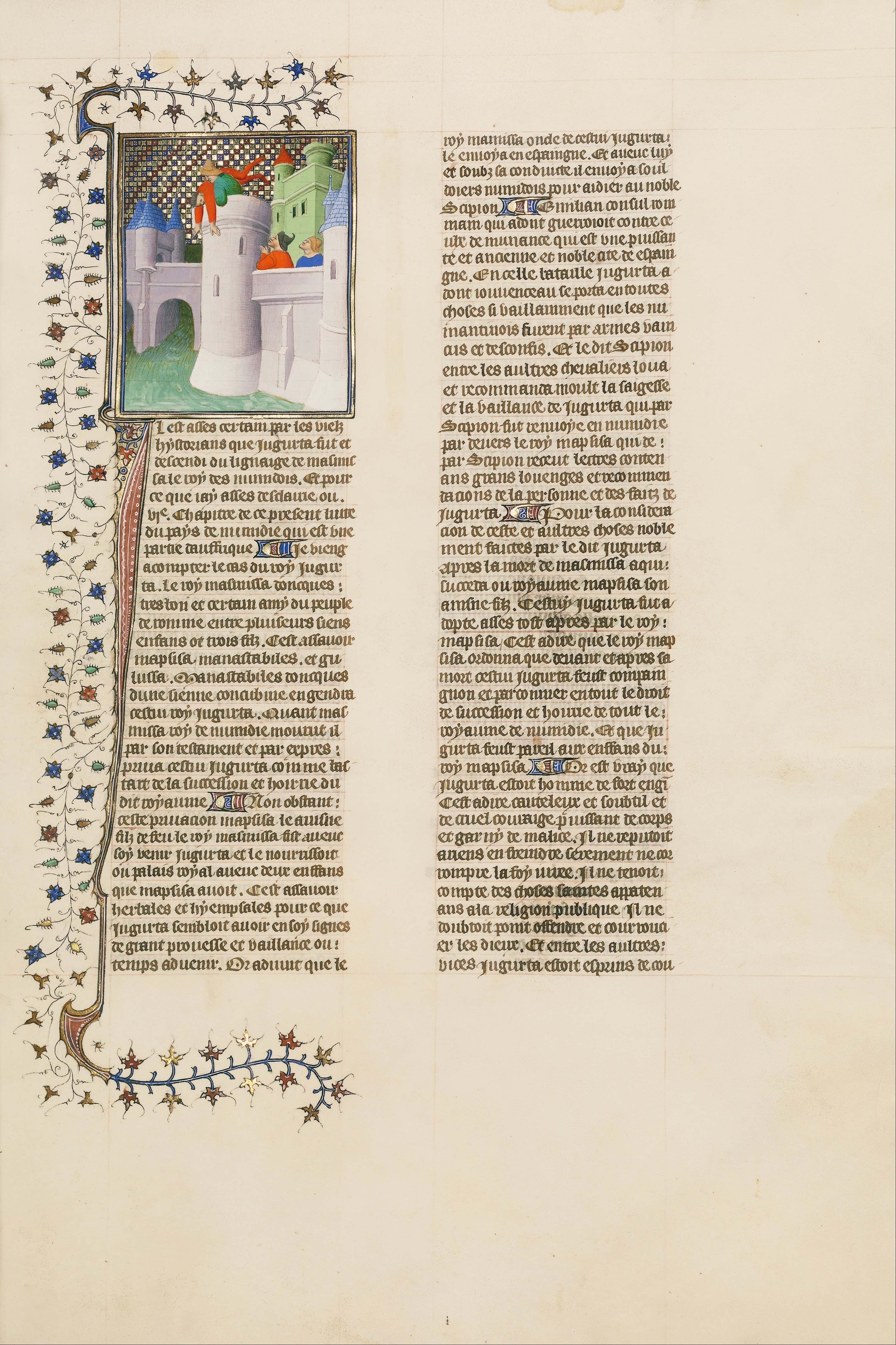
Le roi prisonnier Jugurtha précipité dans le Tibre.
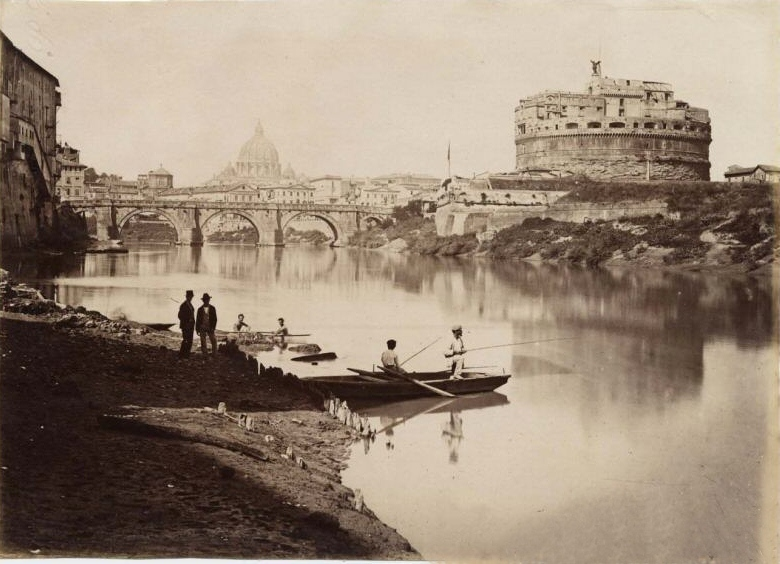
Photographie du fleuve au XIXe siècle devant le Château Saint-Ange.
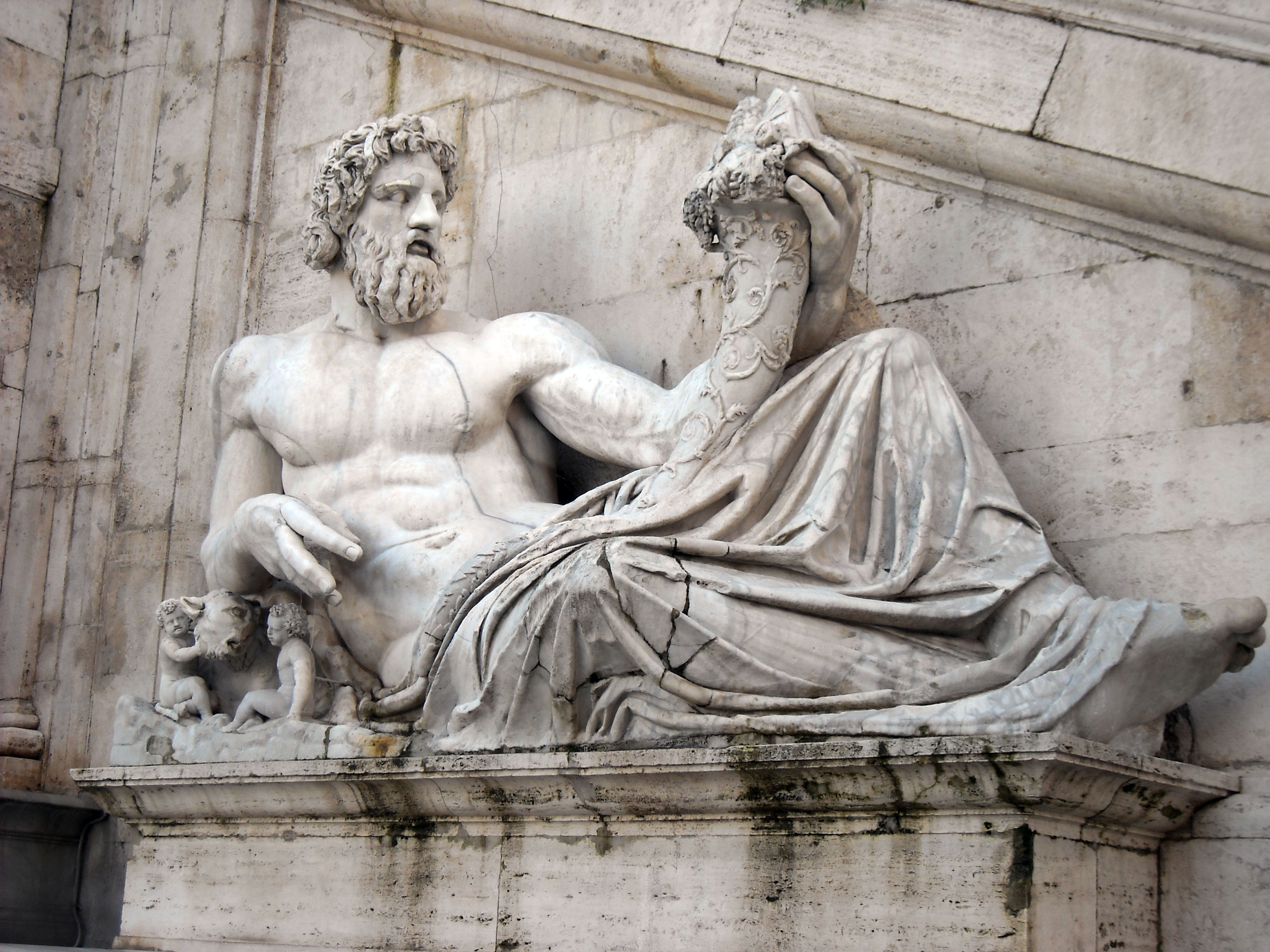
Statue du Tibre personnifié.

## Mythologie romaine
Autrefois, le Tibre s'appelait Albula. Il tire son nom du souvenir de Tiberinus, roi d'Albe-la-Longue, qui se noya dans ses eaux. L'Albula, ancien nom du Tibre, était un dieu-fleuve. Il était représenté comme un vieillard débonnaire doté d'une barbe verte. Il était vénéré par les habitants de Rome, en raison du fait qu'il avait préservé les vies de Romulus et Remus, lorsque ceux-ci avaient été abandonnés dans une corbeille au cours de ses eaux. De son union avec la prophétesse Manto, naquit un fils Bianor, qui fonda la ville de Mantoue, dont il devint le premier roi.
La légende d'Enée mentionne également le Tibre. En effet, le Tibre apparait dans les songes du héros troyen, et lui conseille de remonter sa vallée afin de se rendre chez le roi Evandre, qui régnait sur la cité de Rome.
Le Liber monstrorum, catalogue de peuples et créatures légendaires anonyme du VIIIe siècle, raconte la légende d'un certain Colossus. Par sa masse énorme comme celle des monstres marins, il dépassait tous les hommes. Lorsqu'il fut mortellement blessé, il se jeta dans le Tibre, qui ne put le recouvrir, succombant de ses blessures. Depuis son embouchure jusqu'à la Méditerranée (environ 18 milles), l'eau aurait été mêlée de sang en si grande quantité que le fleuve entier semblait couler de ses blessures. Par la suite, les Romains érigèrent une statue de 33 mètres de haut, qui surpassa presque tout ce qui se trouve dans la ville de Rome par sa réputation merveilleuse et qui fut connue dans presque tout le monde.